# 奥林匹克曲棍球中心
奥林匹克曲棍球中心是雅典奧運的其中一個比賽場地。
該曲棍球球場位於希臘首都雅典南方，曲棍球中心有4個球場，兩個為比賽用的，前者有8300個座位，後者3000個，而其餘兩個為練習場與熱身場。
奥林匹克曲棍球中心是該屆奧運中其中一個最早落成的比賽場地之一，它於2004年2月完工。